# Quintiliano

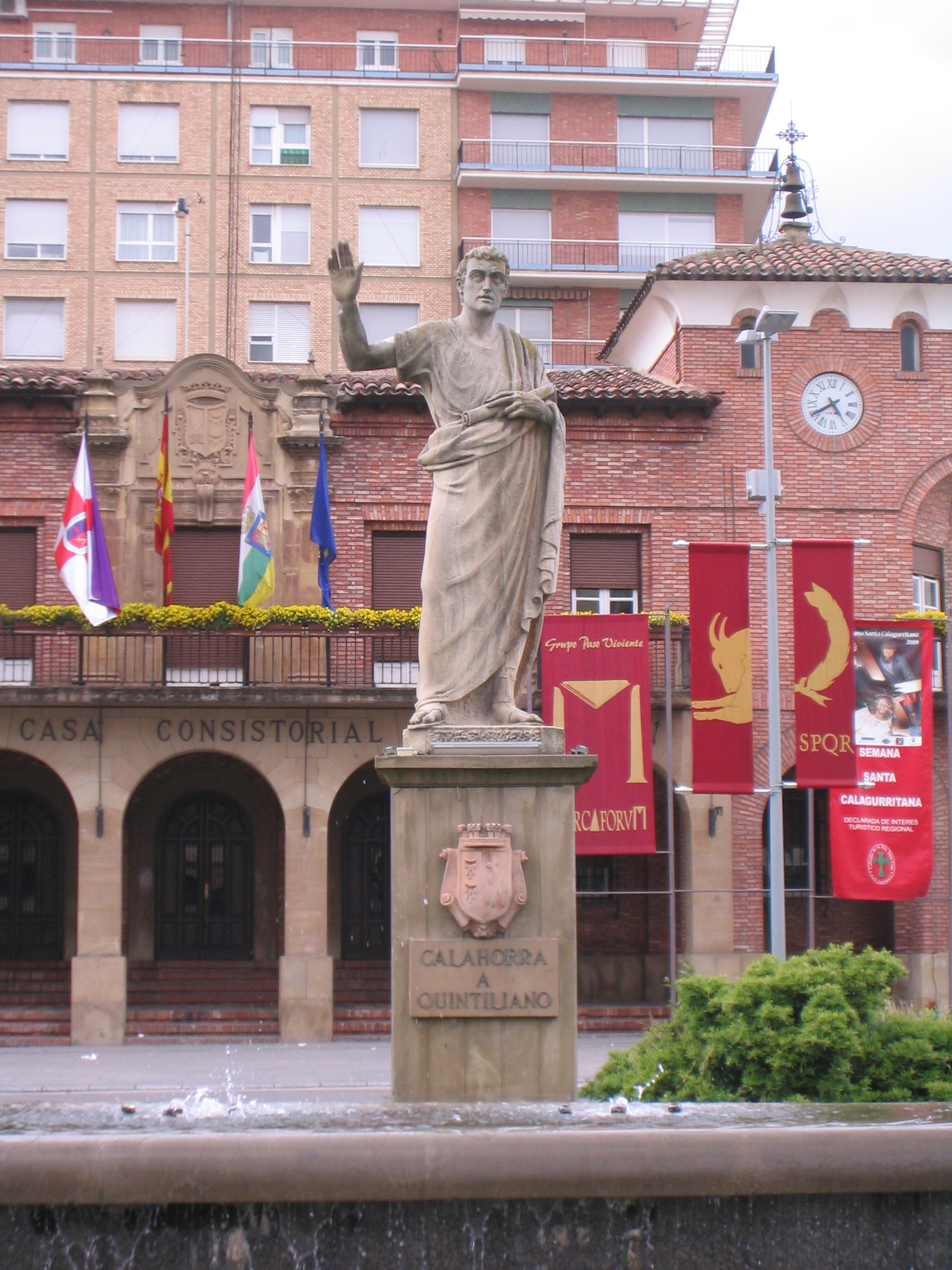
Monumento em homenagem a Quintiliano

Marco Fábio Quintiliano (em latim: Marcus Fabius Quintilianus; 35–95) foi um orador e professor de retórica romano. Nascido em Calagurris (Calahorra, atual Espanha), em 35, Quintiliano estudou em Roma, onde primeiro exerceu a atividade de advogado. Tornou-se conhecido por ter sido professor de retórica e teve como alunos várias personalidades romanas, dentre as quais o orador romano Plínio, o Jovem. Além de dedicar-se às atividades de advogado e professor, Quintiliano registrou suas ideias sobre retórica e oratória em alguns escritos, dos quais o mais famoso é a Institutos de Oratória (Institutio Oratoria).

## Biografia e Obras
Quintiliano nasceu em Calagurris (Calahorra, atual Espanha), e viveu entre 35 e 95 Lecionou gramática e retórica em Roma durante o império de Vespasiano, inclusive sendo pago pelo imperador. Ao menos três escritos sobre ensino de oratória foram publicados em seu nome. dois desses escritos foram, na verdade, textos produzidos por seus alunos a partir das aulas ministradas por ele.
A obra mais famosa de Quintiliano, no entanto, é Institutos de Oratória, redigida em 12 livros. Nos dois primeiros livros Quintiliano trata a educação fundamental e como se organizava a vida na Roma de seu tempo. Recomendava que se ensinassem simultaneamente os nomes das letras e suas formas. Era contrário aos castigos físicos. Recomendava a emulação como incentivo para o estudo e sugeriu que o tempo escolar fosse periodicamente interrompido por recreios, já que o descanso era, na sua opinião, propício à aprendizagem.
O Livro X é o mais conhecido; nele Quintiliano aconselha a leitura como elemento fundamental na formação de um orador e apresenta uma lista comentada de autores gregos e latinos cuja leitura seria de proveito ao orador. No último livro apresenta o conjunto de qualidades que deve reunir quem se dedicar à oratória, tanto no que se refere à conduta quanto ao caráter.
Sua obra exerceu grande influência durante o Renascimento, não apenas quanto aos ensinamentos retóricos mas também no que diz respeito à teoria pedagógica.